# Chitungwiza
Chitungwiza je městská oblast a noclehárna v provincii Harare v Zimbabwe. V roce 2021 zde žilo 340 000 obyvatel. Město spojují s Harare dvě hlavní silnice. V roce 1995 byl ve městě postaven areál pro Africké hry, který již ovšem není funkční a slouží jako hudební a církevní areál.

## Historie
Po občanské válce se lidé začali stěhovat do městských oblastí. Chitungwiza se rychle rozrůstala a pouze ve squatu Chirambahuyo žilo v roce 1979 30 000 obyvatel. V roce 1982 nechaly úřady Chirambahuyo zbourat a obyvatelé se usadili na jiných místech města, například v Mayambaru. Oblasti v Chitungwize byly zničeny během operace Murambatsvina v roce 2005. V roce 2020 se místní úřady rozhodly, že další squaty demolovat nebudou.